# Церковь Святой Троицы (Белград)
Церковь Святой Троицы (серб. Храм Свете Тројице, неофициально Русская церковь, серб. Руска црква) — ставропигиальный храм Русской православной церкви в Белграде. Имеет статус подворья Русской Православной Церкви.
Русская церковь находится в непосредственной близости от сербского православного храма святого Марка в Ташмайданском парке.
К Троицкому храму приписан Русский некрополь на Новом кладбище Белграда: Иверская часовня и четыре участка захоронений.

## История

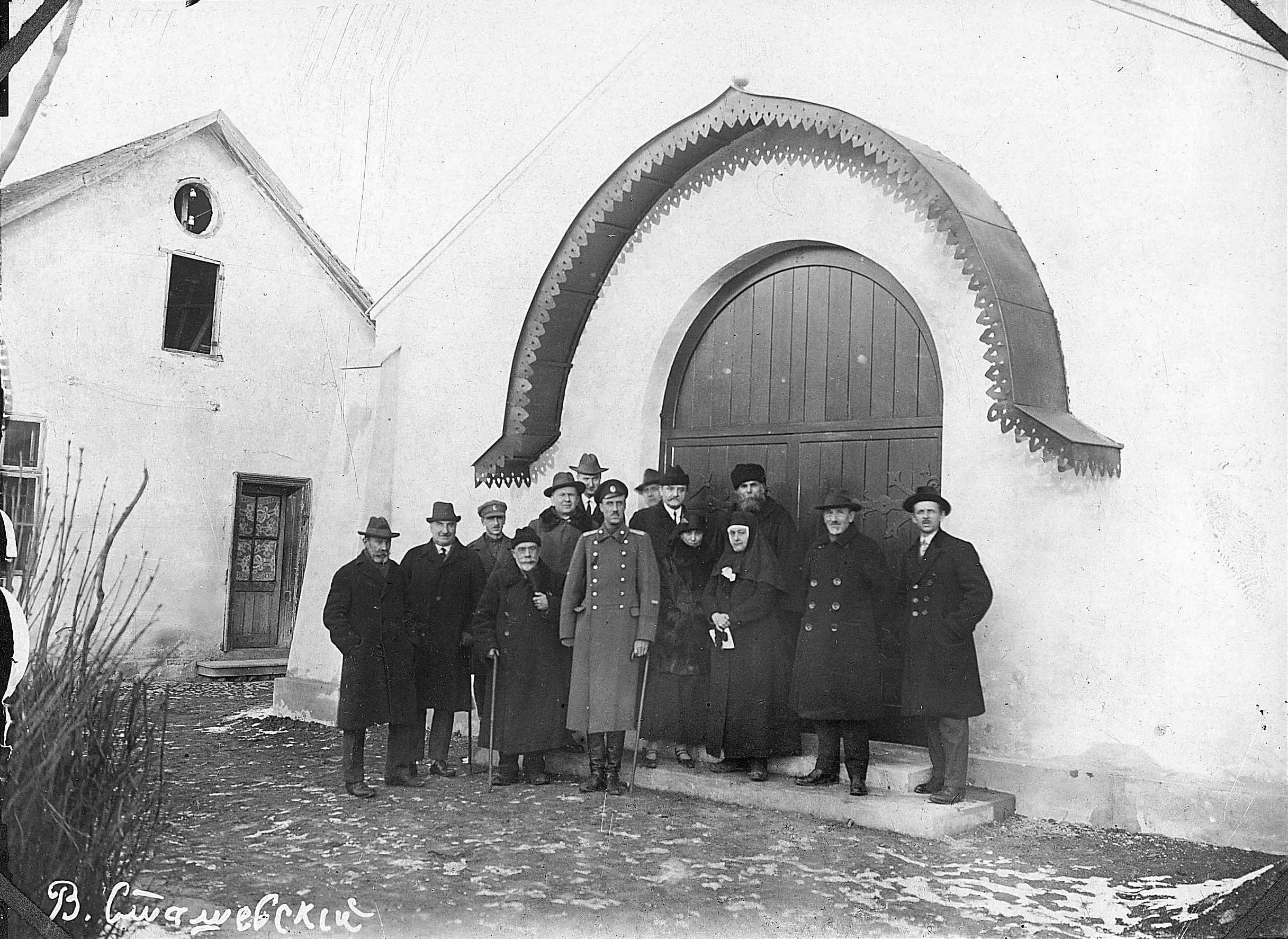

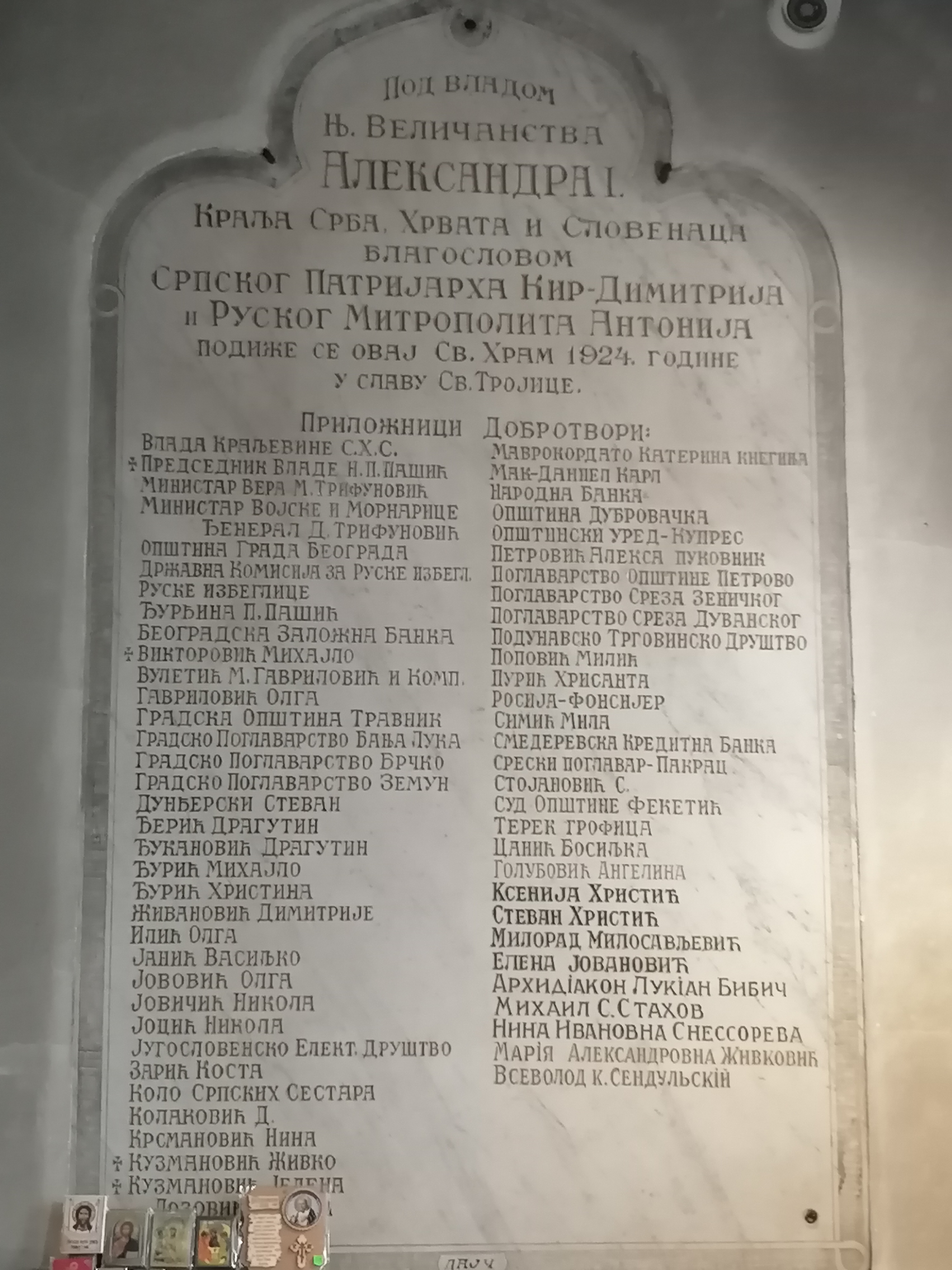

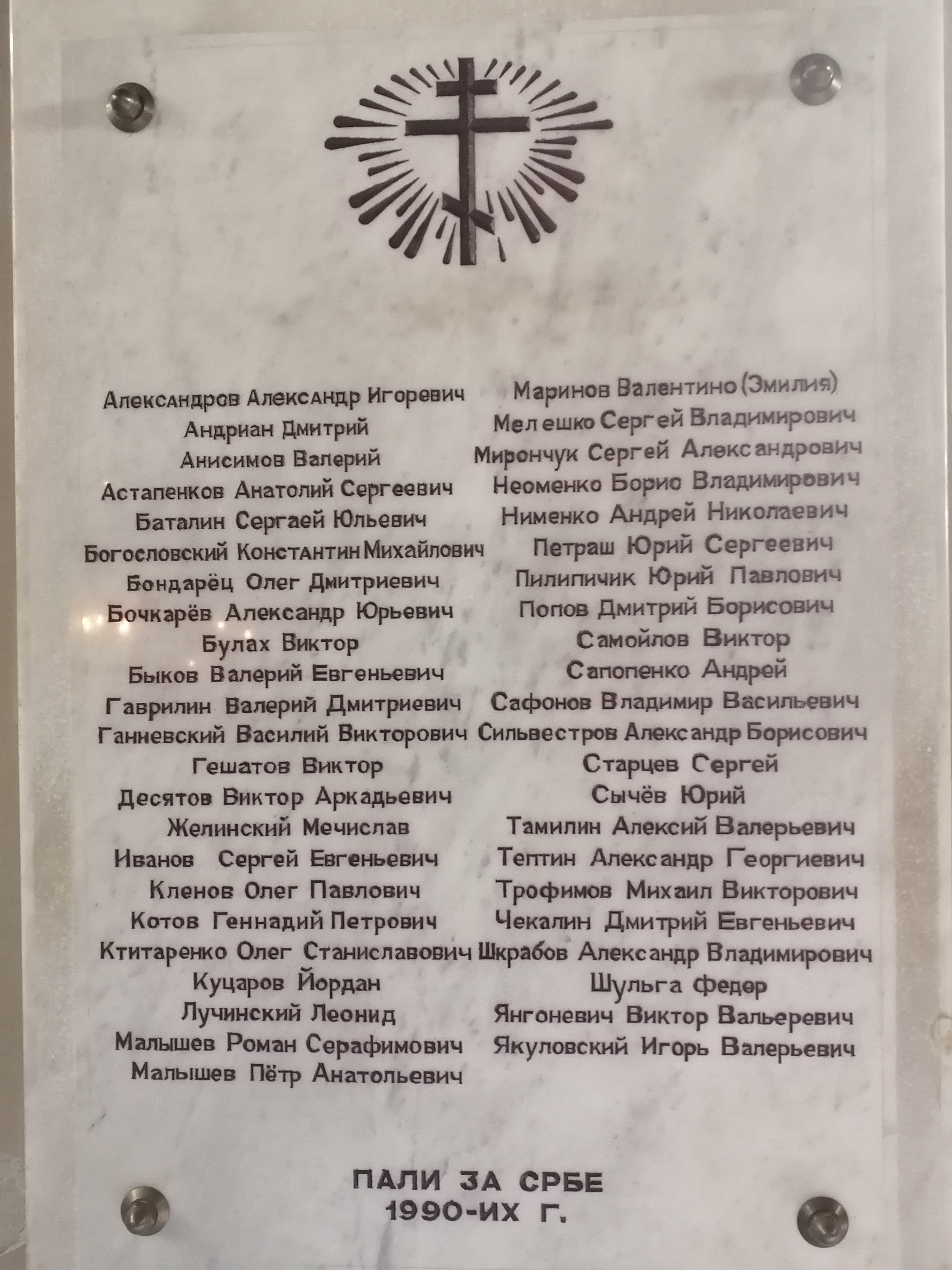

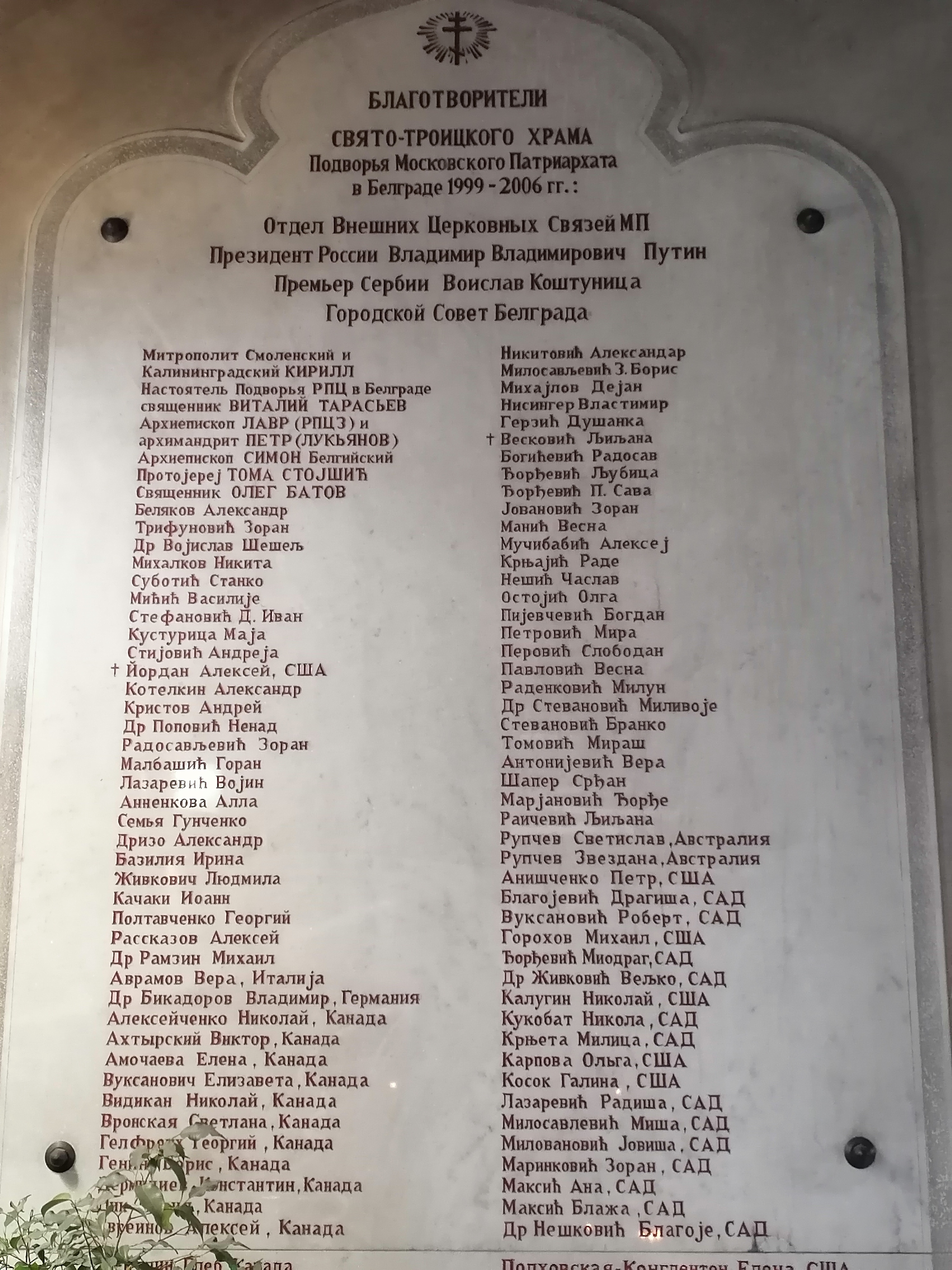

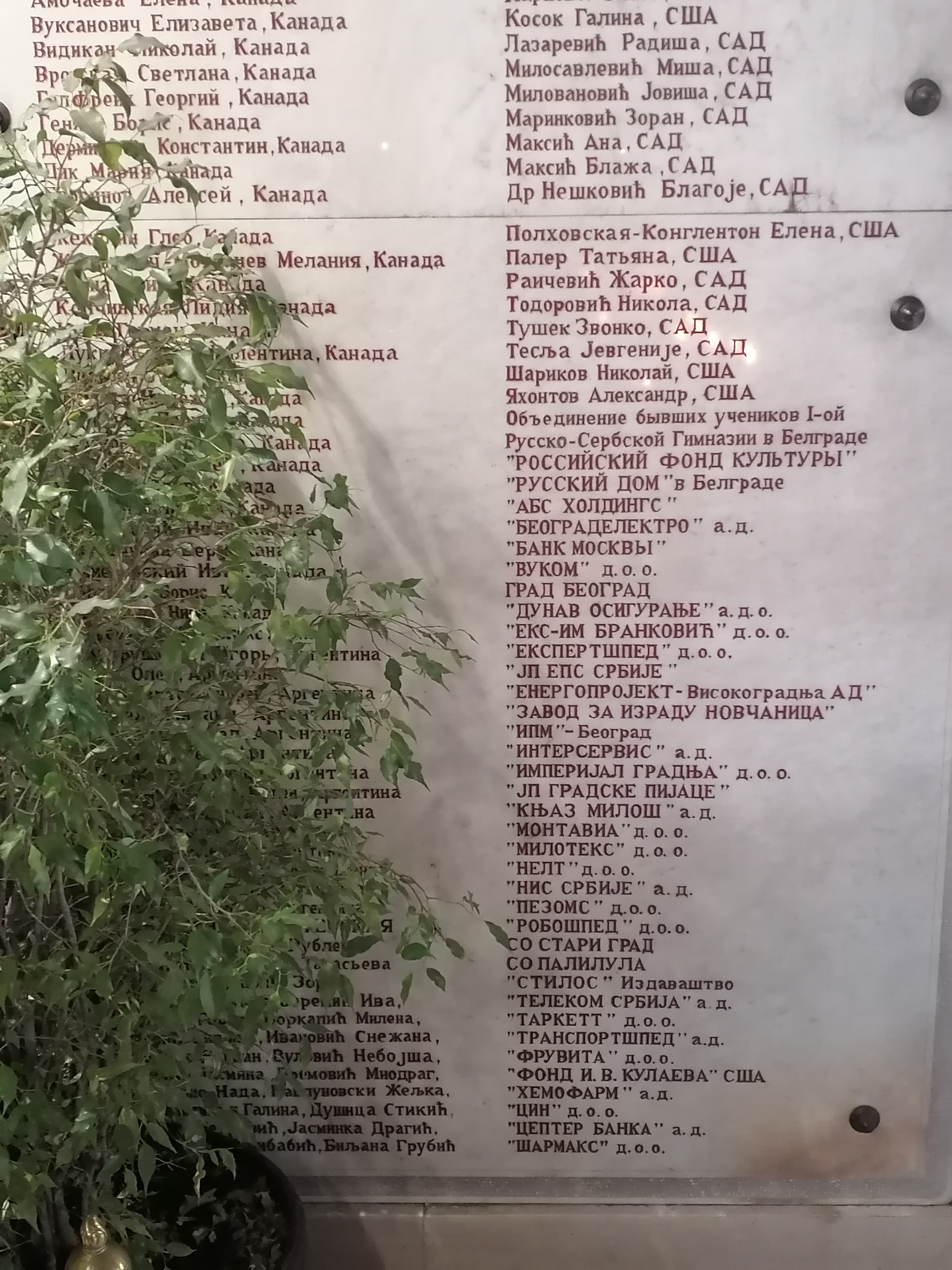

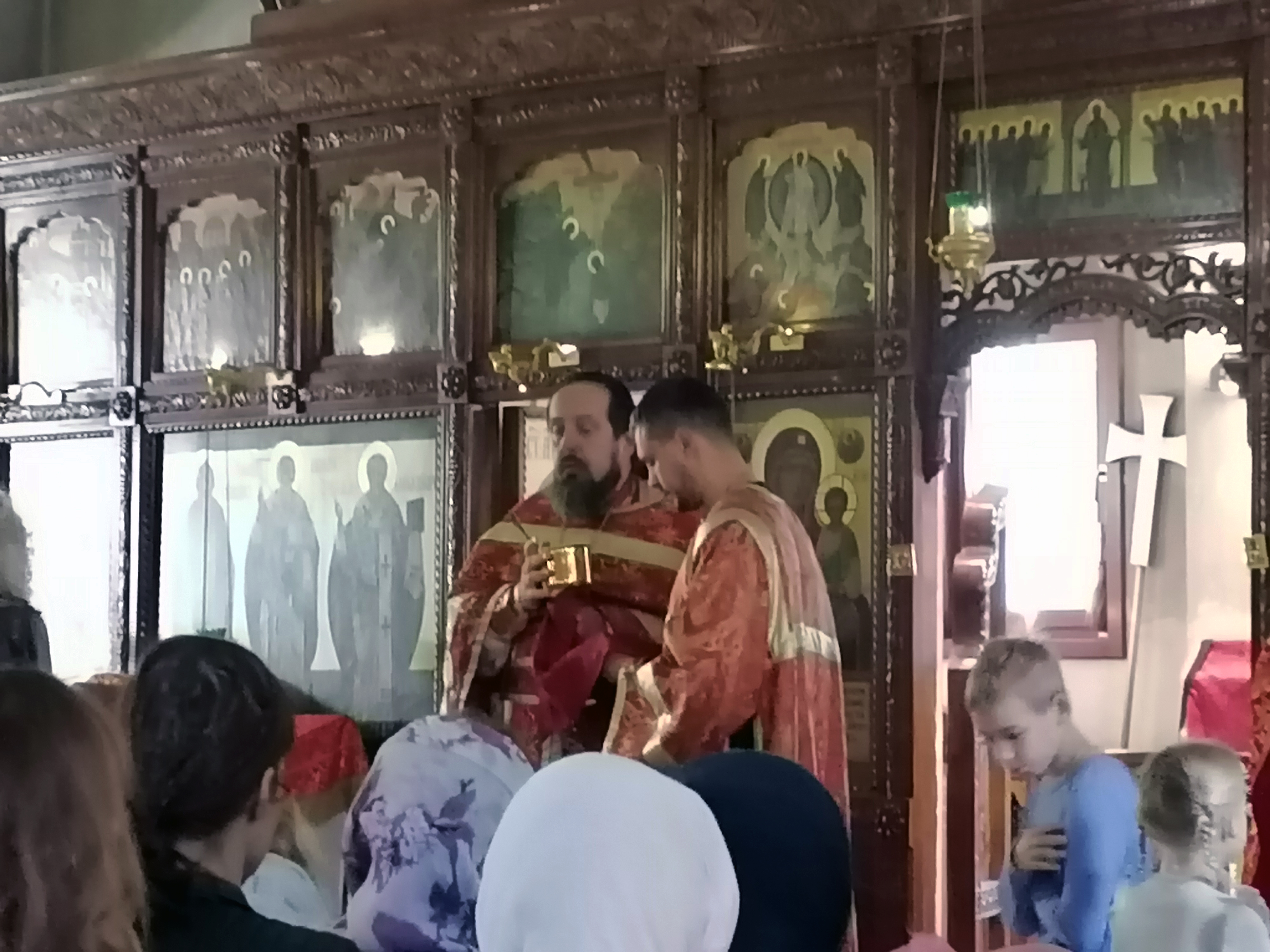
Бикович, Милош

Храм сооружён по инициативе основанной в ноябре 1920 года протопресвитером Петром Беловидовым русской церковной общины в Белграде, ставшем в начале 1920-х годов одним из главных центров русской эмиграции.
Заложен 21 сентября 1924 года, освящён 4 января 1925 года (по другим сведениям, 28 декабря 1924 года) благодаря финансовой помощи сербского правительства: председатель Совета Министров Никола Пашич отпустил из казны 40 тыс. динаров, два кирпичных завода поставили бесплатно свою продукцию. Руководил строительством архитектор Валерий Сташевский. Строительство получило одобрение Сербского патриарха Димитрия под видом временного переустройства покойницкого барака на старом кладбище близ церкви св. Марка на Ташмайдане, поэтому появление целого храма на месте барака вызвало крайнее недовольство патриарха Димитрия и клира церкви св. Марка. Петр Беловидов состоял настоятелем храма до своей смерти в 1940 году, когда его сменил священник Иоанн Сокаль.
В Троицкую церковь приезжали служить патриархи Сербские Димитрий и Варнава, молиться — король Александр, королева Мария, члены королевской семьи, сербские министры и иностранныхе дипломаты.
В 1929 году в храме перезахоронен Главнокомандующий Русской армии в Крыму генерал Врангель, умерший годом ранее в Брюсселе. В церкви до 1944 года хранились боевые знамёна Наполеона и османской армии, взятые в плен российской армией.
В апреле 1945 года причт и община церкви были приняты в общение с Московской патриархией и вошли в её подчинение.
В 1946 году храм получил статус подворья Русской Православной Церкви в Белграде и находился в составе ставропигиального благочиния русских православных приходов на территории Югославии. В 1954 году решением Священного Синода Русской Православной Церкви благочиние было упразднено, и все входившие в него храмы, кроме Троицкого в Белграде и приписанной к нему Иверской часовни на Русском кладбище, были переданы в юрисдикцию Сербской Православной Церкви.
В 1957 году подворье посетил патриарх Московский и всея Руси Алексий I и совершил в храме литургию.
Храм был серьёзно повреждён в результате ракетного удара в апреле 1999 года по телекомплексу, в ходе бомбардировок Югославии блоком НАТО. В 2000 году началось его восстановление.
25 марта 2007 году освящение восстановленного храма совершил митрополит Кирилл (Гундяев).
4 октября 2013 года храм посетил патриарх Московский Кирилл, прибывший в Сербскую Православную Церковь для участия в торжествах по случаю 1700-летия Миланского эдикта.

## Настоятели
- протопресвитер Пётр Беловидов, донской казак (1924—1940)
- протоиерей Иоанн Сокаль (1940—1950)[6]
- протоиерей Виталий Васильевич Тарасьев (1950—1974)
- протоиерей Василий Витальевич Тарасьев (1974—1996)
- протоиерей Виталий Васильевич Тарасьев — действующий настоятель